# Kufstein
Kufstein és una ciutat de l'estat del Tirol, a Àustria, situada al llarg del riu Inn, a la banda inferior de la vall del riu, prop de la frontera amb Bavària, Alemanya, i és l'emplaçament d'un antic camp de desplaçats de l'Administració de les Nacions Unides per a l'Auxili i la Rehabilitació durant la Segona Guerra Mundial, al sector francès.
És la segona ciutat més gran del Tirol, i és la capital del districte de Kufstein.
Kufstein aconseguí el títol de ciutat l'any 1393, per la seva importància com a port fluvial i com a punt neuràlgic de comerç al riu Inn. El principal punt d'interès de la ciutat és la fortalesa de Kufstein, mencionada per primer cop al segle xiii.

## Població
| Any  | Pobl.  | ±%     |
| ---- | ------ | ------ |
| 1869 | 2.777  | —      |
| 1880 | 3.787  | +36,4% |
| 1890 | 4.067  | +7,4%  |
| 1900 | 4.791  | +17,8% |
| 1910 | 6.717  | +40,2% |
| 1923 | 7.103  | +5,7%  |
| 1934 | 7.551  | +6,3%  |
| 1939 | 8.233  | +9,0%  |
| 1951 | 11.268 | +36,9% |
| 1961 | 11.215 | -0,5%  |
| 1971 | 12.913 | +15,1% |
| 1981 | 13.118 | +1,6%  |
| 1991 | 13.484 | +2,8%  |
| 2001 | 15.358 | +13,9% |
| 2011 | 17.388 | +13,2% |

## Economia
El fabricant de vidre Riedel, el productor d'armes de fic Voere i el fabricant d'esquís i raquetes de tennis Kneissl tenen seu a Kufstein.
Kufstein també és seu de la University of Applied Sciences Kufstein, especialitzada a proporcionar formació empresarial, i és un centre d'intercanvi internacional.

## Llocs d'interès

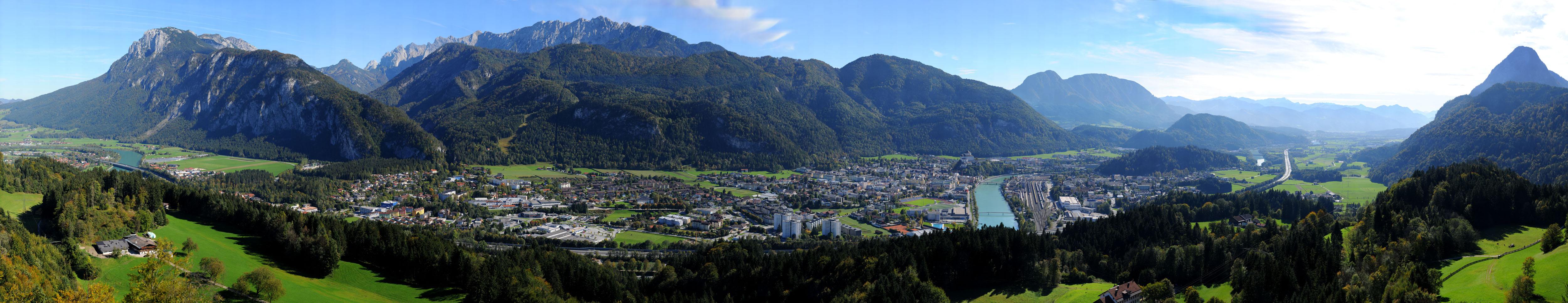
Vista panoràmica de Kufstein

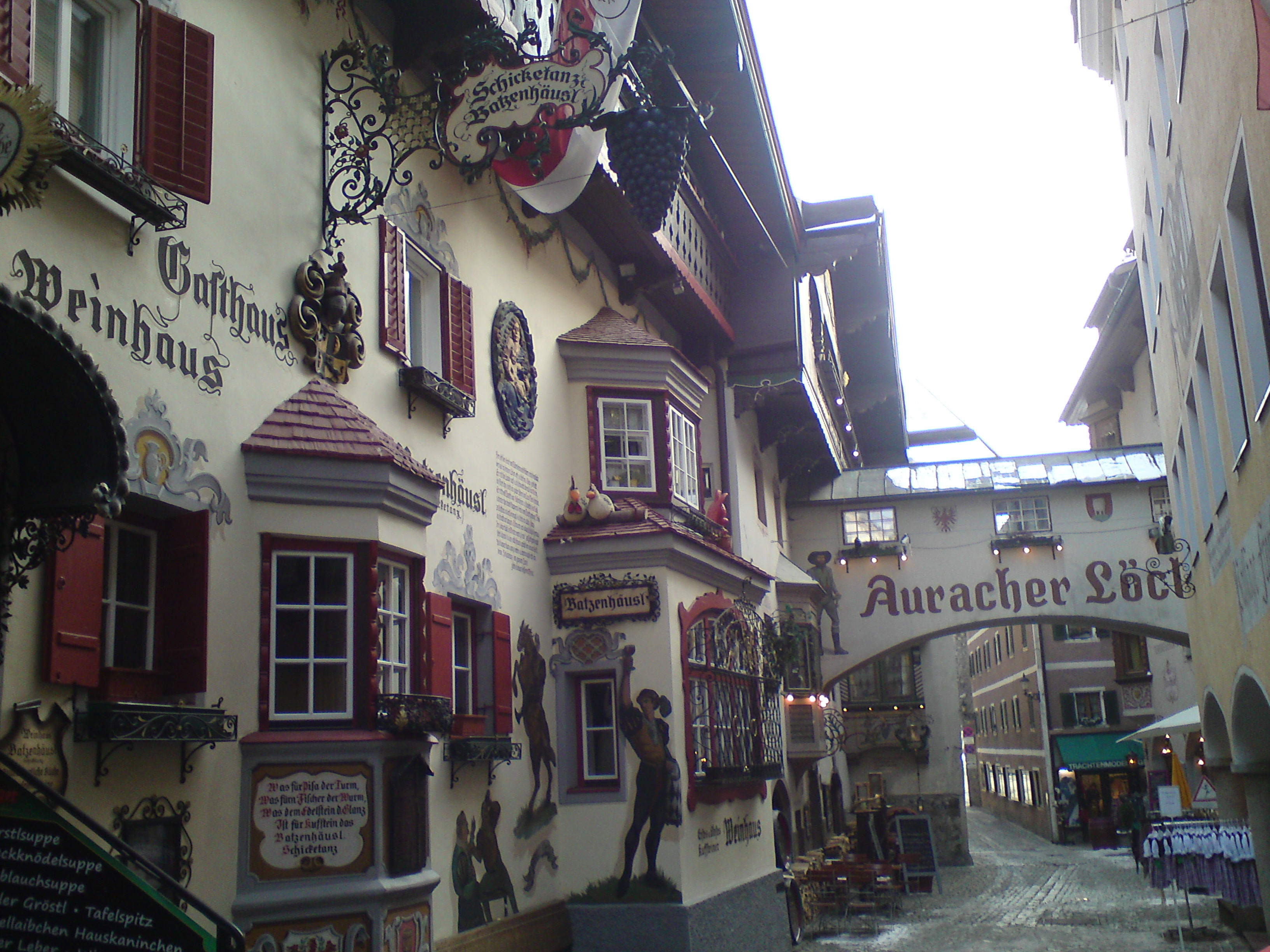
Arquitectura típica de la regió austríaca del Tirol

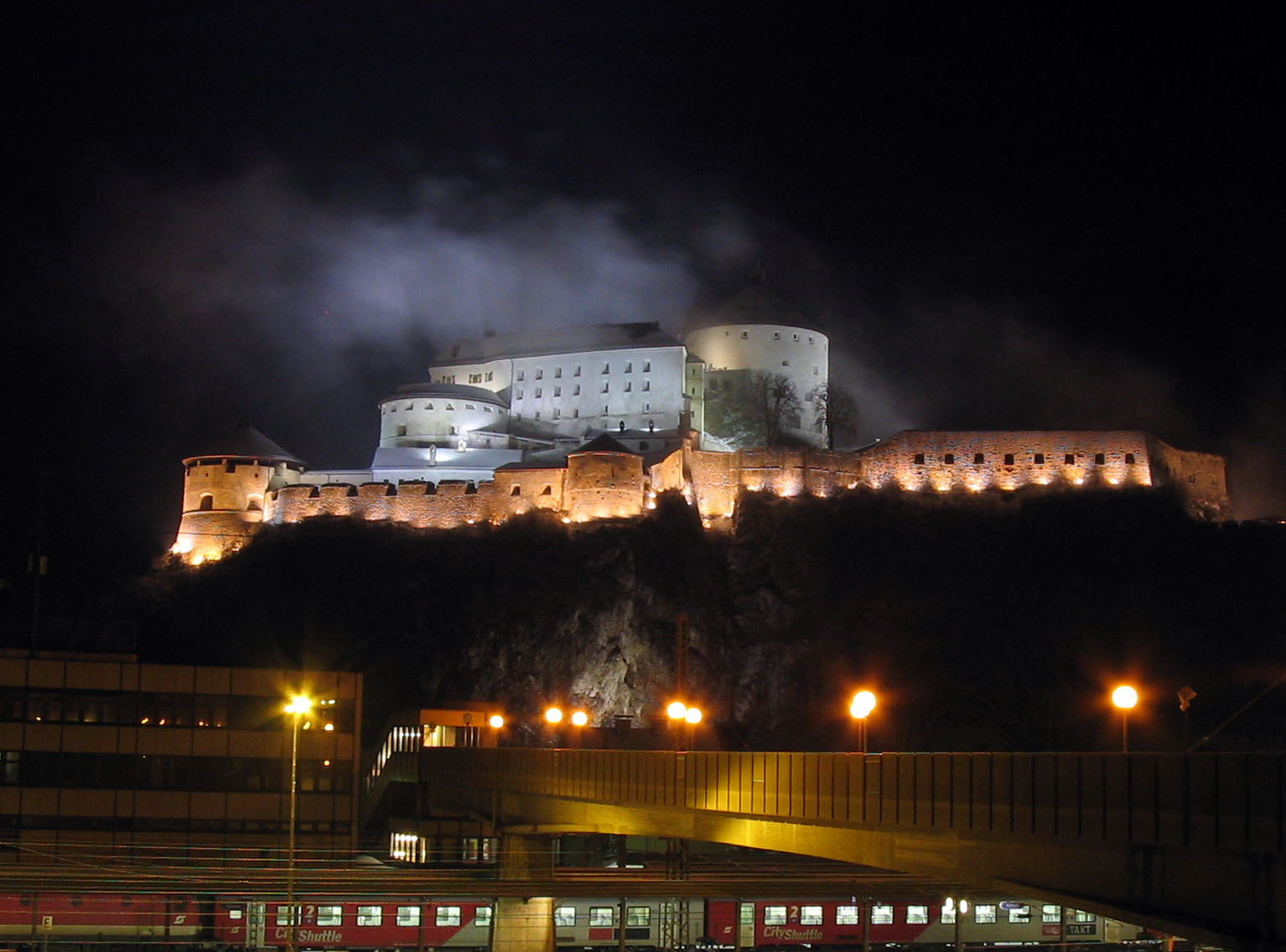
Fortalesa de Kufstein

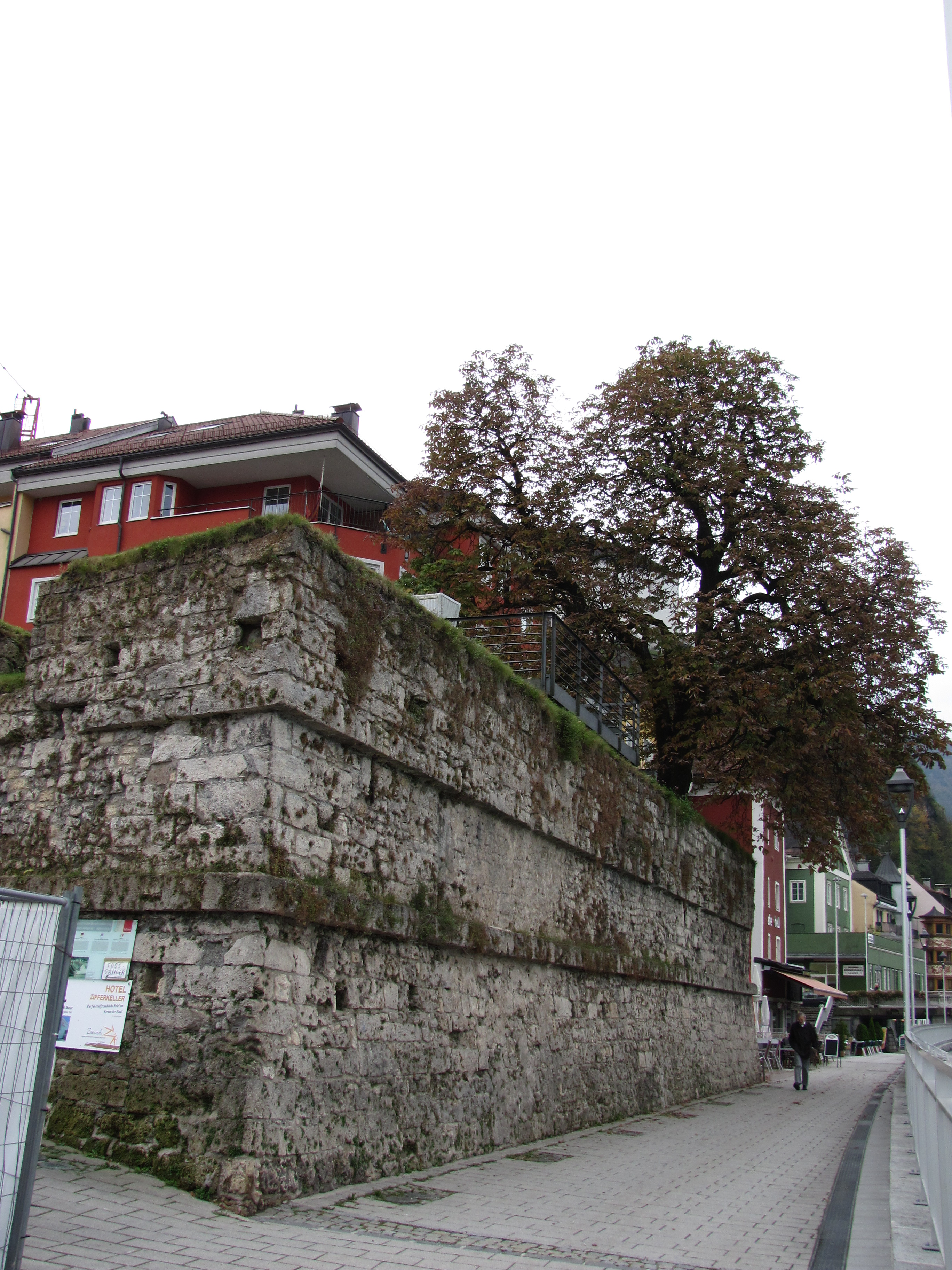
Wasserbastion, una part de la muralla medieval

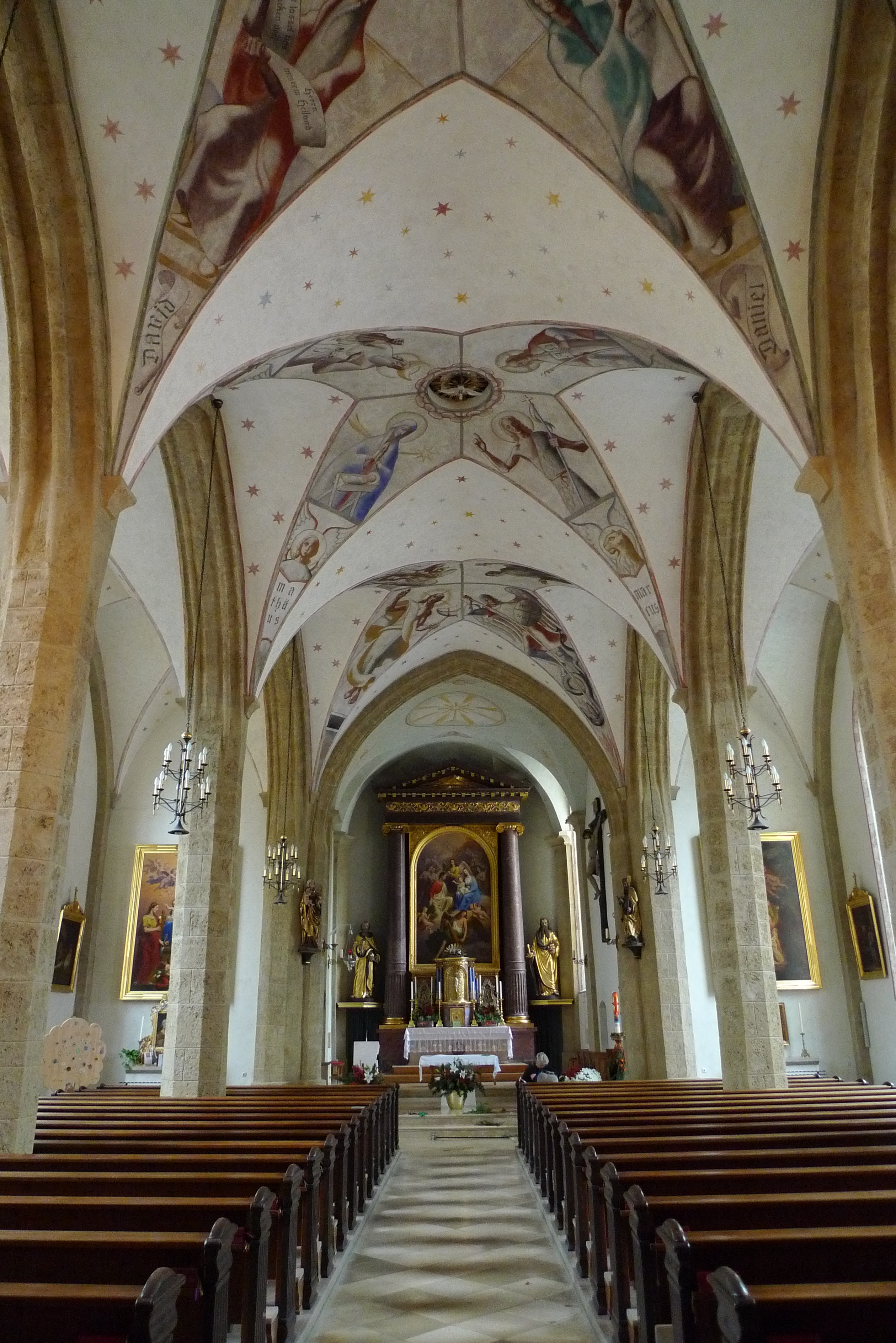
Església de Sankt Vitus

A causa de la seva història, la ciutat de Kufstein té diversos llocs d'interès, com per exemple:
- La fortalesa (Festung) està construïda sobre una roca de 90 m d'alçada. Encara que de vegades se la menciona erròniament com Schloss Garoldseck, es va fer menció de la fortalesa per primer cop en un document el 1205 com a Castrum Caofstein. Ha sofert diverses ampliacions. La torre més important, la impressionant Kaiserturm de planta circular, fou construïda entre 1518 i 1522. Hom emprà sovint la fortalesa com a presó. Actualment és coneguda pel seu orgue (Heldenorgel).

- El centre històric (Altstadt) amb carrerons pintorescos, el més famós del qual és Römerhofgasse.

- L'ajuntament (Rathaus) està situat a la plaça Stadtplatz.

- L'església de Sankt Vitus és l'església més antiga de Kufstein. Fou construïda entre 1390 i 1420 en estil gòtic. Posteriorment fou reformada com a església barroca entre 1660 i 1661.

- També són destacables una part de la muralla medieval, que està força ben conservada. El Wasserbastei està situat al nord del centre històric, al costat del riu Inn. A la banda sud de la muralla es pot veure una antiga porta, l'Auracher Löchl.

## Transport

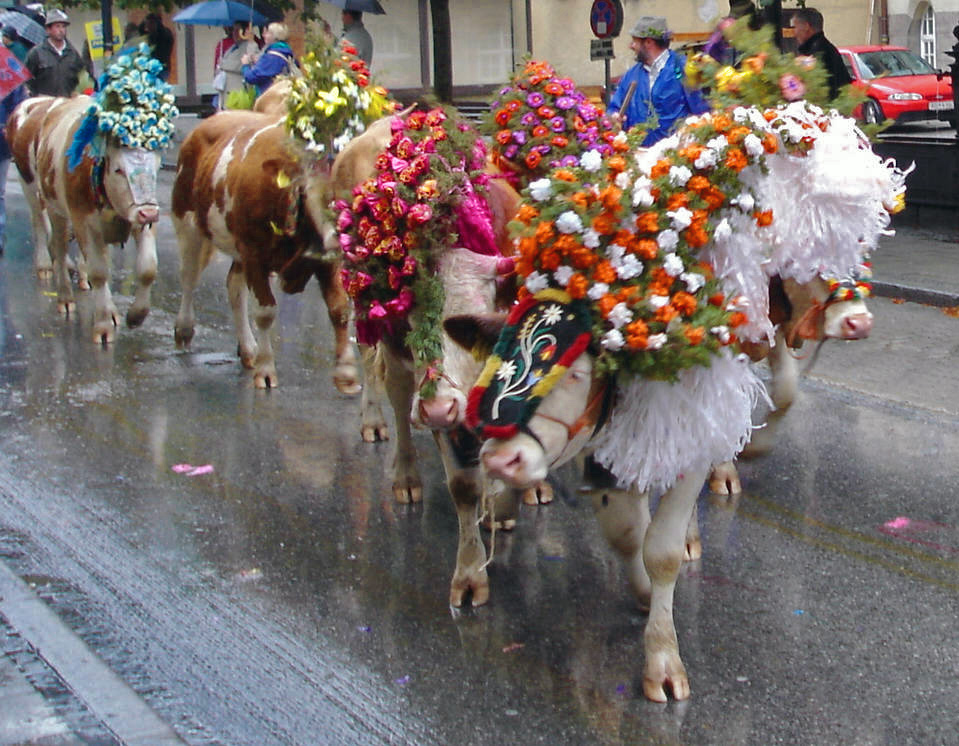
Festa anual de l'Almabtrieb (en alemany, literalment, "viatge des de les pastures de la muntanya") a Kufstein, amb un carruatge de vaques

Es pot arribar a Kufstein per dues sortides de l'autovia (Autobahn) A12, que va des d'Innsbruck fins a Rosenheim.
L'estació de ferrocarril de Kufstein, inaugurada el 1876, forma part de la secció "Vall del baix Inn" de l'eix Brenner, que connecta Múnic amb Verona.
El Festungsbahn (en alemany, "tren de la fortalesa") és un funicular que connecta el centre de la ciutat amb la fortalesa de Kufstein.

## Relacions internacionals
Kufstein està agermanada amb:
- Frauenfeld, Suïssa
- Rovereto, Itàlia
- Amasya, Turquia

## Personatges il·lustres
- Ferenc Kazinczy (1759–1831), escriptor; regenerador de l'idioma i la literatura hongaresos
- Josef Madersperger (1768-1850), sastre i inventor de la màquina de cosir
- Christian Pravda (1927–94), esquiador alpí
- Joseph Berkmann (n. 1931), restaurador i comerciant de vi
- Franz Schuler (n. 1962), biatleta
- Manfred Linzmaier (n. 1962), futbolista i entrenador
- Markus Kronthaler (1967-2006), muntanyenc i escalador
- Karl Wendlinger (n. 1968), pilot de cotxes i de Fórmula 1
- Claus Dalpiaz (n. 1971), porter d'hoquei sobre gel
- Leslie H. Sabo, Jr. (1948-1970), guardonat amb la Medalla d'Honor

## Cinema i mitjans de comunicació
S'han enregistrat diverses pel·lícules i programes de televisió a Kufstein i rodalia, com ara: Schicksal (1942), Bergkristal, (1949), Blaubart (1951), Weisse Schatten (1951), Das letzte Aufgebot (1953), Das fliegende Klassenzimmer (1954), Graf Porno und die liebesdurstigen Töchter (1969), Vanessa (1977), Sachrang (1978). També s'hi han enregistrat documentals per a televisió, com Bilderbuch Deutschland (1996), Da wo das Glück beginnt (2006), Da wo es noch Treue gibt (2006), and Da wo die Freundschaft zahlt (2007). Per a més informació, consulteu Internet Movie Database.

## Música
Heino canta sobre Kufstein a Das Kufsteinlied.